# Hospitales
Hospitales è una stazione della metropolitana di Buenos Aires, capolinea della linea H.
Si trova sotto avenida Almafuerte, nel tratto compreso tra calle Uspallata e calle Pedro Chutro, al confine tra i barrios di Parque Patricios e Nueva Pompeya.
Il suo nome è dovuto alla vicinanza con gli ospedali Penna e Churruca.

## Storia
La stazione è stata inaugurata il 27 maggio 2013 alla presenza del capo del governo della città di Buenos Aires Mauricio Macri. Gli interni sono stati decorati con opere dedicate al tanguero Ángel Villoldo e a Tita Merello realizzate da Martín Ron e Leandro Frizzero.

## Interscambi
Nelle vicinanze della stazione effettuano fermata diverse linee di autobus urbani ed interurbani.
- Fermata autobus

## Servizi
La stazione dispone di:
- Accessibilità per portatori di handicap
- Ascensori
- Scale mobili
- Biglietteria a sportello
- Biglietteria automatica